# Копунь
Копунь — село в Шелопугинском районе Забайкальского края России. Административный центр сельского поселения «Копунское».

## География
Село находится в северной части района у реки Куренга на расстоянии примерно 22 километров (по прямой) на север от села Шелопугина.
Климат
Климат характеризуется как резко континентальный, с продолжительной морозной малоснежной зимой и коротким тёплым летом. Средняя многолетняя температура самого холодного месяца (января) составляет −33,6 °С (абсолютный минимум — −59 °С), температура самого тёплого (июля) — 17,7 °С (абсолютный максимум — 36 °С). Безморозный период длится в течение 74 дней. Среднегодовое количество осадков — 359 мм
Часовой пояс
Село Копунь находится в часовой зоне МСК+6. Смещение применяемого времени относительно UTC составляет +9:00.

## Население
Постоянное население составляло 591 человек в 2002 году (русские 99 %), 492 человек в 2010 году.

## Инфраструктура
Действуют средняя школа, ФАП, СДК, Администрация, два продуктовых магазина, родник. 